# Hamlet Barrientos
Hamlet Israel Barrientos Ferrufino (La Paz, 9 gennaio 1978) è un ex calciatore boliviano, di ruolo portiere.

## Carriera

### Club
La prima stagione da professionista di Barrientos fu quella del 1999: fece parte della rosa del The Strongest, club della sua natia La Paz, dove in quattro annate raccolse 76 presenze. Nel 2003 fu ceduto all'Universidad Iberoamericana, che lo schierò frequentemente: le partite, al termine delle due stagioni con i bianco-viola, furono 42. Nel campionato 2005 fu acquistato dal San José di Oruro, dove fu impiegato sovente da titolare nei due campionati trascorsi all'Estadio Jesús Bermúdez. Nel 2006 il suo cartellino passò al Real Potosí: lì si trovò a competere con svariati suoi colleghi, tra cui José Burtovoy, Gustavo Gois de Lira, Hugo Suárez e Mauro Machado, specialmente nelle competizioni internazionali, e fino al 2009 trovò poco spazio sia in campionato che nelle coppe continentali. Nel 2010 fu il secondo portiere del Wilstermann, mentre nel 2011 si è accasato all'Universitario di Sucre.

### Nazionale
Nel 2001 venne incluso nella lista per la Copa América. In tale competizione non fu mai impiegato, giacché fu convocato quale riserva di Carlos Arias.

## Palmarès

### Club

#### Competizioni nazionali
- Campionato boliviano: 2

Real Potosí: Apertura 2007
Wilstermann: Apertura 2010